# 防犯カメラが捉えた!衝撃コント映像
『防犯カメラが捉えた!衝撃コント映像』（ぼうはんカメラがとらえた しょうげきコントえいぞう）は、朝日放送テレビで放送されていたバラエティ番組。
2022年1月16日から2月13日まで特別番組として放送したのち、2022年4月17日から12月18日まで、毎週日曜日（土曜深夜）にレギュラー放送していた。

## 概要
芸人たちが後藤軍・濱家軍に分かれ、街中に設置されている防犯カメラの視点で衝撃映像風のコントを繰り広げる番組。
パイロット時代には、番組本編開始前の22時55分 - 23時枠で、事前ミニ番組として『まもなく防犯カメラが捉えた!衝撃コント映像』も別途放送されていた。
なお朝日放送テレビの日曜23時台前半枠は、本番組の終了後2週連続特番『すゑひろがりずの万国一周双六』を経て、同年4月改編より『関ジャム 完全燃SHOW』の同時ネットに復帰したため、本番組が同枠最後の月間レギュラー番組となった。

## 出演者

### MC
- 後藤輝基（フットボールアワー）[1]
- 濱家隆一（かまいたち）[1]

## 放送リスト
放送日は朝日放送テレビ基準。

### パイロット版（放送リスト）
| 2022年 | 2022年  | 2022年           | 2022年            | 2022年 |
| 回     | 放送日  | 進行アシスタント | ゲスト            | VTR出演 |
| ------ | ------- | ---------------- | ----------------- | --- |
| 1      | 1月16日 | 新條由芽         | 海原やすよ ともこ | ネルソンズ ジャングルポケット ぺこぱ ザ・マミィ わらふぢなるお やす子 北条ふとし Groovy Rubbish ななまがり トンツカタン アンミカ                  |
| 2      | 1月23日 | 新條由芽         | 海原やすよ ともこ | ザ・マミィ ネルソンズ カカロニ 金の国 レインボー トンツカタン ぺこぱ わらふぢなるお ジャングルポケット スタミナパン OWV                           |
| 3      | 1月30日 | 無し             | 登坂淳一 生見愛瑠 | ハナコ ゾフィー ヨネダ2000 3時のヒロイン 市川刺身（そいつどいつ） 岩尾望（フットボールアワー） ななまがり 金の国 カカロニ 北条ふとし スタミナパン |
| 4      | 2月6日  | 無し             | 登坂淳一 生見愛瑠 | ハナコ 3時のヒロイン ヨネダ2000 ザ・マミィ レインボー ぺこぱ Groovy Rubbish トンツカタン やす子 アンミカ 北条ふとし                               |
| 5      | 2月13日 | 無し             | 登坂淳一 生見愛瑠 | 岩尾望（フットボールアワー） GAG わらふぢなるお 蛙亭 ヨネダ2000 ゾフィー ぺこぱ そいつどいつ 北条ふとし 3時のヒロイン                             |

### レギュラー版（放送リスト）
| 2022年                                                                     | 2022年   | 2022年                                              | 2022年 |
| 回                                                                         | 放送日   | ゲスト                                              | VTR出演 |
| -------------------------------------------------------------------------- | -------- | --------------------------------------------------- | --- |
| 1                                                                          | 4月17日  | 田村保乃（櫻坂46） 武元唯衣（櫻坂46）               | ネルソンズ ガリットチュウ 鬼越トマホーク ぺこぱ ゾフィー ゼンモンキー ヨネダ2000 山内健司（かまいたち） 福井俊太郎（GAG）              |
| 2                                                                          | 4月24日  | 田村保乃（櫻坂46） 武元唯衣（櫻坂46）               | ゾフィー 蛙亭 ぺこぱ ガリットチュウ ななまがり わらふぢなるお GAG あぁ～しらき ヨネダ2000                                              |
| 3                                                                          | 5月1日   | 井上咲楽                                            | ネルソンズ かが屋 鬼越トマホーク ぺこぱ 青色1号 チュランペット 岩尾望（フットボールアワー） オダウエダ                                 |
| 4                                                                          | 5月8日   | 井上咲楽                                            | かが屋 アキナ わらふぢなるお 蛙亭 Gたかし やす子 みつあみ ゼンモンキー                                                                 |
| 5                                                                          | 5月15日  | 小栗有以（AKB48）                                   | ゾフィー ザ・マミィ チェリー大作戦 紅しょうが 金の国 ヨネダ2000 ハギノリザードマン ハナコ                                              |
| 6                                                                          | 5月22日  | なるみ                                              | ザ・マミィ ハナコ 天才ピアニスト ロビンソンズ プール ヨネダ2000 アキナ                                                                 |
| 7                                                                          | 5月29日  | 総集編                                              | 総集編 |
| 8                                                                          | 6月5日   | なるみ                                              | わらふぢなるお ジャングルポケット ネルソンズ ママタルト ハナコ ゼンモンキー モシモシ エルフ 週刊少年ハート                             |
| 9                                                                          | 6月12日  | 渋谷凪咲（NMB48）                                   | ジャングルポケット ネルソンズ 天才ピアニスト ななまがり かつみ♥さゆり 週刊少年ハート ゼンモンキー ラパルフェ                           |
| 10                                                                         | 6月19日  | 渋谷凪咲（NMB48）                                   | チェリー大作戦 なすなかにし ハナコ Gパンパンダ 鬼越トマホーク ぺこぱ 天才ピアニスト 市川（女と男） やす子                              |
| 6月26日は特別番組のため休止                                                |          |                                                     | |
| 11                                                                         | 7月3日   | 生見愛瑠 秋山竜次（ロバート）                       | ネルソンズ スリムクラブ ガリットチュウ なすなかにし わらふぢなるお ブリキカラス ヨネダ2000 モシモシ                                    |
| -                                                                          | 7月10日  | 再放送（第6回：5月22日放送分）                      | 再放送（第6回：5月22日放送分） |
| 7月17日は『第150回全英オープンゴルフ』のため休止                           |          |                                                     | |
| 7月24日は特別番組のため休止                                                |          |                                                     | |
| 12                                                                         | 7月31日  | 生見愛瑠 秋山竜次（ロバート）                       | ゾフィー ななまがり かが屋 マッハスピード豪速球 スリムクラブ エルフ あぁ～しらき ヨネダ2000                                            |
| 8月7日は『第46回全英女子オープンゴルフ』のため休止                         |          |                                                     | |
| 13                                                                         | 8月14日  | 黒田有（メッセンジャー）                            | ネルソンズ ザ・マミィ ガリットチュウ ななまがり ヨネダ2000 わらふぢなるお ゾフィー 週刊少年ハート やす子                               |
| 14                                                                         | 8月21日  | 生見愛瑠 秋山竜次（ロバート）                       | ぺこぱ ゾフィー ハナコ わらふぢなるお 下町ミュンスター かぎしっぽ 4000年に一度咲く金指 やさしいズ あぁ～しらき ヨネダ2000              |
| 8月28日は『Sansan KBCオーガスタゴルフトーナメント2022』のため休止          |          |                                                     | |
| 15                                                                         | 9月4日   | 黒田有（メッセンジャー）                            | かが屋 ネルソンズ ガリットチュウ ななまがり ハナコ Groovy Rubbish 友田オレ ハギノリザードマン                                          |
| 16                                                                         | 9月11日  | 黒田有（メッセンジャー）                            | かが屋 ななまがり わらふぢなるお ヨネダ2000 コンピューター宇宙 しずる ぺこぱ あぁ～しらき                                              |
| 17                                                                         | 9月18日  | チュートリアル                                      | ゾフィー ライス わらふぢなるお ヨネダ2000 オダウエダ 鬼越トマホーク ぺこぱ トンツカタン                                                |
| 18                                                                         | 9月25日  | チュートリアル                                      | 松田幸起 ねんねん メルヘン須長 ガリットチュウ モリタク! 河口こうへい とむやむくん Gたかし 木村たいぞう シンディー                      |
| 19                                                                         | 10月2日  | 総集編                                              | 総集編 |
| 20                                                                         | 10月9日  | チュートリアル                                      | スリムクラブ ゾフィー わらふぢなるお モシモシ そいつどいつ ヨネダ2000 ぺこぱ レインボー                                                |
| 21                                                                         | 10月16日 | 山里亮太（南海キャンディーズ） 久間田琳加           | ネルソンズ かが屋 ラランド なすなかにし スーパーマラドーナ ロングコートダディ OWV                                                      |
| 22                                                                         | 10月23日 | 山里亮太（南海キャンディーズ）                      | ジャングルポケット ななまがり ラブレターズ わらふぢなるお 滝音 コロコロチキチキペッパーズ ライス OWV                                   |
| 23                                                                         | 10月30日 | 山里亮太（南海キャンディーズ）                      | わらふぢなるお ヨネダ2000 吉本新喜劇 かが屋 スリムクラブ タイムマシーン3号 やさしいズ ガリットチュウ OWV                               |
| 24                                                                         | 11月6日  | 兵動大樹（矢野・兵動）                              | ザ・ギース なすなかにし ななまがり Gパンパンダ ラランド さや香 ゼンモンキー OWV トレンディエンジェル                                   |
| 25                                                                         | 11月13日 | 兵動大樹（矢野・兵動）                              | ネルソンズ ラブレターズ スリムクラブ モリタク! 河口こうへい ななまがり オダウエダ 真空ジェシカ チェリー大作戦 OWV トレンディエンジェル |
| 26                                                                         | 11月20日 | 総集編                                              | 総集編 |
| 11月27日は『FIFAワールドカップ 2022 ポーランド× サウジアラビア』のため休止 |          |                                                     | |
| 27                                                                         | 12月4日  | 岩尾望（フットボールアワー） 山内健司（かまいたち） | ジャングルポケット スリムクラブ トム・ブラウン ぺこぱ サツキ レインボー 男性ブランコ OWV ヨネダ2000                                    |
| 12月11日は特別番組のため休止                                               |          |                                                     | |
| 28                                                                         | 12月18日 | 岩尾望（フットボールアワー） 山内健司（かまいたち） | ネルソンズ わらふぢなるお ザ・マミィ ザ・ギース トム・ブラウン セルライトスパ OWV ななまがり                                           |

## ネット局
| 放送対象地域 | 放送局                   | 系列           | 放送時間                     | ネット状況 |
| ------------ | ------------------------ | -------------- | ---------------------------- | ---------- |
| 近畿広域圏   | 朝日放送テレビ（ABC TV） | テレビ朝日系列 | 日曜 0:05 - 0:35（土曜深夜） | 制作局     |
| 宮城県       | 東日本放送（khb）        | テレビ朝日系列 | 月曜 1:30 - 2:00（日曜深夜） | 遅れネット |
| 山口県       | 山口朝日放送（yab）      | テレビ朝日系列 | 月曜 0:45 - 1:15（日曜深夜） | 遅れネット |
| 大分県       | 大分朝日放送（OAB)       | テレビ朝日系列 | 火曜 0:15 - 0:45（月曜深夜） | 遅れネット |

不定期放送
- 新潟テレビ21（UX・新潟県）
- 長野朝日放送（abn・長野県）
- 広島ホームテレビ（HOME・広島県） - 主に土曜・日曜の午後に放送。
- 琉球朝日放送（QAB・沖縄県）

## スタッフ

### レギュラー版
- ナレーター：寺瀬今日子
- 構成：石原健次、谷口マサヒト、安部裕之、高柳浩平
- 音響効果：小田切暁
- 技術協力：J-Crew、i-NEX、イカロス
- 美術協力：フジアール
- メイク：山田真歩
- 編成：鈴鹿相哉（ABCテレビ）
- 宣伝：衣川淳子（ABCテレビ）
- AD：萩原清美、中尾熙子、中原冴彩、小林咲里、増子千咲
- AP：松原杏奈（吉本興業）、長正路美香・田中萌々絵（ZION）
- ディレクター：中野良（ABCテレビ）、宮原健、濱本美香、児玉章、清水智博
- 演出：今村光宏（シオプロ）
- プロデューサー：島田力規王（吉本興業）、三浦佳憲・山川好美・加藤大樹（ZION）
- チーフプロデューサー：北村誠之（ABCテレビ）
- 制作協力：吉本興業、ZION
- 制作著作：ABCTV

### パイロット版
- ナレーター：寺瀬今日子
- 構成：石原健次、谷口マサヒト、高柳浩平
- 編集：加納敏行
- MA：梶山恭一
- 音響効果：小田切暁
- カメラ：山田コウイチ、谷口知己、黒田唯子
- 音声：幸田徹、石井徹
- 美術協力：フジアール
- メイク：山田真歩
- 編成：鈴鹿相哉（ABCテレビ）
- 宣伝：衣川淳子（ABCテレビ）
- AD：袖山淳、前上門周汰、市川雄、秋元恵莉
- AP：松原杏奈（吉本興業）、長正路美香・田中萌々絵（ZION）
- ディレクター：宮原健、濱本美香、児玉章、清水智博
- 演出：今村光宏（シオプロ）
- プロデューサー：中野良（ABCテレビ）、島田力規王（吉本興業）、三浦佳憲・山川好美（ZION）
- チーフプロデューサー：北村誠之（ABCテレビ）
- 制作協力：吉本興業、ZION
- 制作著作：ABCTV